# Twilight Portrait
Twilight Portrait (Portret v sumerkach) è un film del 2011 diretto da Angelina Nikonova.